# Киенг-Кюель
Кие́нг-Кюе́ль или Киенг-Кюёль — проточное олиготрофное озеро в Таймырском Долгано-Ненецком районе Красноярского края России.
Располагается на высоте 22 м над уровнем моря, за Северным полярным кругом, на северо-востоке Северо-Сибирской низменности.
Озеро овальной формы, ориентировано в меридиональном направлении. Площадь — 99,8 км². Площадь водосборного бассейна — 670 км². Из озера вытекает река Суолама. На севере протоками соединяется с озёрами Сопочное и Маленькое. Питание снеговое и дождевое. Покрыто льдом большую часть года, вскрывается в июне, замерзает в конце сентября. Озеро богато рыбой, водятся такие виды как: голец, ряпушка, муксун, таймень.
Код водного объекта в государственном водном реестре — 18010000111117600001331.